# Kovač
Kovač je oseba, ki oblikuje ali ustvarja izdelke iz železa ali drugih kovin. V srednjem veku se je število kovačev znatno povečalo, danes pa število kovačev upada zaradi pojave moderne industrije. Železo oblikuje tako, da ga segreje (kovina s tem postane mehka in dovzetnejša za oblikovanje) in nato jo na nakovalu s kladivom iz železa in drugih kovin oblikuje najrazličnejša orodja, orožja, žeblje ipd.

## Orodje ter pripomočki kovačev
Nakovalo je kovinski podstavek, na katerem se kuje.
Kladivo: z njim kovač kuje.